# چیانژیانگ، هوبئی
کیانژیانگ (به لاتین: Qianjiang, Hubei) یک subprefecture-level city و county-level city در جمهوری خلق چین است که در هوبئی واقع شده‌است.

## خصوصیات
کیانژیانگ ۲٬۰۰۴ کیلومترمربع مساحت و ۹۹۸٬۵۲۵ نفر جمعیت دارد و ۳۲ متر بالاتر از سطح دریا واقع شده‌است.